# Allonge (Überweisung)
Als Allonge (aˈlõːʒə, aus dem franz.: Anhang) wird der Anhang an einen Überweisungsträger bezeichnet. 
Die Allonge findet sich insbesondere an automatisiert erstellten, mit Rechnungs-, Gebühren- oder Mahndaten vorversehenen Überweisungsträgern. Sie ist durch den Versender oder dessen Auftragnehmer (Logistikunternehmen) individuell und personalisiert bedruckbar und beinhaltet in der Regel Versandadresse, Anschreiben sowie Werbebestandteile. Der Überweisungsträger ist durch eine Perforation abtrennbar.